# Lushane Wilson
Lushane Wilson (* 11. September 1998) ist ein jamaikanischer Leichtathlet, der sich auf den Hochsprung spezialisiert hat.

## Sportliche Laufbahn
Erste Erfahrungen bei internationalen Meisterschaften sammelte Lushane Wilson bei den CARIFTA Games 2014 in Fort-de-France, bei denen er mit übersprungenen 2,03 m die Goldmedaille im Hochsprung in der U18-Altersklasse gewann. Anschließend belegte sie bei den CAC-Jugendmeisterschaften in Morelia mit 2,02 m den vierten Platz und gelangte dann bei den Olympischen Jugendspielen in Nanjing mit 2,08 m auf den fünften Platz. Im Jahr darauf siegte er mit 2,11 m bei den CARIFTA Games in Basseterre und belegte dort im Dreisprung mit 13,62 m den fünften Platz. Anschließend belegte er bei den Jugendweltmeisterschaften in Cali mit 2,11 m den sechsten Platz im Hochsprung und gewann dann bei den Commonwealth Youth Games mit derselben Höhe die Bronzemedaille. 2016 gewann er bei den CARIFTA Games in St. George’s mit 2,08 m die Silbermedaille in der U20-Altersklasse und im Jahr darauf belegte er bei den U20-Panamerikameisterschaften in Trujillo mit 2,13 m den sechsten Platz. 
2022 belegte er bei den NACAC-Meisterschaften in Freeport mit übersprungenen 2,19 m den fünften Platz und im Jahr darauf gelangte er bei den Panamerikanischen Spielen in Santiago de Chile mit 2,21 m auf den siebten Platz.
2022 wurde Wilson jamaikanischer Meister im Hochsprung.

## Persönliche Bestleistungen
- Hochsprung: 2,26 m, 28. Januar 2023 in Kingston